# Orion aveugle cherchant le soleil levant
Orion aveugle cherchant le soleil levant ou Paysage avec Diane et Orion est une peinture réalisée en 1658 par l'artiste français Nicolas Poussin. Réalisée en peinture à l'huile sur toile, l'œuvre représente une scène dans laquelle la figure mythologique d'Orion, ayant été aveuglé, cherche le soleil levant.
La scène du tableau a été inspirée par les textes de l'écrivain antique grec Lucien de Samosate sur la mythologie grecque, dont la légende d'Orion. Poussin a peint Orion aveugle pour le compte de Michel Passart, mécène bien connu de la peinture de paysage. L'œuvre de Poussin fait partie de la collection du Metropolitan Museum of Art de New York, qui considère l'œuvre comme l'une des plus grandes peintures de paysage de Poussin.

## Sujet et description
Dans la mythologie grecque, Orion était un chasseur d'une taille gigantesque. Enivré de vin, il avait tenté de violer la jeune princesse de Chios et son père le punit en le rendant aveugle. Un oracle lui dit de voyager le plus à l'Est possible, jusqu'à l'autre bout du monde où les rayons du soleil levant pouvaient guérir ses yeux.
Pour son voyage, Orion passa par la forge de Vulcain où il demanda un apprenti, Cédalion, pour le guider sur le chemin. Au terme du voyage, Orion retrouva la vue mais fut tué accidentellement par Diane qui mit alors son image parmi les étoiles. Elle est ici au-dessus de lui, dans les nuages, le regardant. Poussin montre le géant, l'arc en main, marchant à travers un paysage boisé vers une mer lointaine. Cédalion est perché sur ses épaules et Vulcain, au bord de la route indique le chemin. Un nuage, flottant devant le visage d'Orion, suggère que sa vue est voilée.